# Pravi križ
Pravi križ, tudi sveti križ, je križ, na katerem je bil križan Jezus Kristus. Če gre za ostanke tega križa (lesene koščke), govorimo o njih kot o relikvijah, to je svetih ostankih, ki so predmet češčenja krščanskih Cerkva.
Najbolj pogosta oblika križa pri Rimljanih je bil triramni križ (crux commissa), v obliki črke T. Samo izjemoma so prečni tram pribili ali zataknili pod konico pokončnega stebra, s čimer je nastal štiriramni križ (crux immissa). V Jezusovem času sta bili v Palestini znani samo ti dve obliki križa. Jezusov križ je bil zanesljivo štiriramen, ker drugače ne bi mogli pribiti nad glavo deščice z napisom Jezus Nazarečan, kralj Judov, kot poroča priča (Janez Evangelist), ki je takrat stala pod njegovim križem (Jn 19,19.35). Po velikosti so bili križi visoki ali nizki. Visok je meril do 4 metre, tako da so bile noge križanega približno 1 meter od tal, pri nizkem pa se je skorajda dotikal tal. Jezus je bil pribit na visok križ, ker je moral vojak natakniti v kis namočeno gobo na hizopovo steblo, da se je dotaknil njegovih ust (Jn 19,29). Če bi bil pribit na nizkem križu, bi to lahko naredil z roko. Križ ni bil lepo otesano bruno, temveč grob in neotesan steber poln izrastkov in grč, ki so se zajedale v razmesarjeno telo in povzročale hude bolečine. Opor pod nogami, kot jih pogosto vidimo na umetniških upodobitvah, arheološko ni mogoče izpričati.
Po pisanju ponicejskih zgodovinarjev, na primer Sokrata Sholastika, je cesarica Helena, mati prvega krščanskega cesarja Konstantina I. Velikega, v letih 326–328 potovala po Sveti deželi in ustanavljala cerkve in zavetišča za uboge. Zgodovinarja Gelasij Cezarejski  (umrl 395) in Tiranij Rufin (344/45–411) sta trdila, da je na skritem mestu odkrila tri križe, za katere je verjela, da so bili na njih križani Jezus in razbojnika Dizma in Gesta (imeni slednjih sta znani iz Pilatovih dejanj). Ne enem od njih je bila tablica z Jezusovim imenom. Helena kljub temu ni bila prepričana, da je Jezusov, dokler se ni zgodil čudež, ki je domnevo potrdil.
Fragmente domnevno pravega križa posedujejo številne cerkve. Za veliko kristjanov, predvsem protestantov, je njihova avtentičnost nesprejemljiva. Večina rimskokatoliških in pravoslavnih vernikov v njih vidi avtentične ostanke križa, na katerem je bil križan Jezus. Srednjeveške legende, povezane s pravim križem, so v katoliškem in pravoslavnem izročilu različne.
Praznik povišanja svetega Križa (tudi najdenja svetega križa) Katoliška in pravoslavna cerkev obhajata 14. septembra.